# Štěpánka Haničincová
Štěpánka Haničincová, rozená Štěpánka Hubáčková (30. září 1931 Kvíčovice – 27. října 1999 Praha) byla česká herečka, scenáristka, dramaturgyně a dlouholetá televizní moderátorka, dětský idol několika generací televizních diváků, první manželka herce Petra Haničince.

## Životopis
Dětství prožila v Heřmanově Městci. Otec byl švec a holdoval alkoholu. Matka pracovala v továrně. Štěpánčin mladší bratr Jan (nar. 1935) zemřel tragicky po válce při náhodném výbuchu granátu. Po rozvodu se matka odstěhovala se Štěpánkou do České Lípy, později do Děčína. Štěpánka absolvovala obchodní akademii a nastoupila jako korespondentka na Ministerstvu zahraničí. Byla přijata na DAMU, kde se seznámila i se svým prvním manželem Petrem Haničincem. Po dvou letech studia hereckého oboru přešla na obor dramaturgie. Absolvovala v roce 1955.
Proslula především jako herečka a moderátorka dětských pořadů Československé televize, kde působila už během svých studií od roku 1953 prakticky téměř do konce svého života, který ukončila tragická nehoda (údajně pod vlivem alkoholu). Jedním z jejích fiktivních dlouholetých televizních partnerů byla oblíbená loutková postavička Čertíka Bertíka. Dalšími postavičkami pak byl např. medvídek Emánek, Kačenka, Kuťásek a Kutilka.
Pohřbena je na Vršovickém hřbitově v Praze.

## Manželství
- 1. manžel – herec Petr Haničinec
  - dcera Alexandra
- 2. manžel – režisér Jan Valášek (zemřel 1968) [6]
  - syn Jan
- 3. manžel – herec Jan Přeučil (v letech 1971–1999)